# Val d'Orcia
Val d'Orcia ali Valdorcia je regija v Toskani v osrednji Italiji, ki se razteza od hribov južno od Siene do Monte Amiata. Zanjo je značilna nežna, skrbno negovana hribovita krajina, občasno razčlenjena z dolinami in slikovitimi mesti ter vasmi, kot so Pienza (obnovljena kot "idealno mesto" v 15. stoletju pod pokroviteljstvom papeža Pija II.), Radicofani (dom zloglasnega razbojnika - heroja Ghino di Tacco) in Montalcino (Brunello di Montalcino štejejo med najbolj prestižna italijanska vina). To je pokrajina, ki je postala znana po svojih upodobitvah v umetniških delih renesančnega slikarstva in v sodobni fotografiji.

## Geografija
Val d'Orcia je sestavljena iz petih občin Castiglione d'Orcia, Montalcino, Pienza, Radicofani in San Quirico d'Orcia in je na severnem vznožju gore Monte Amiata. V dolinah tečejo med drugim reke Asso, Formone, Orcia, Vellora in Vivo. Območje ima površino 61.188 hektarov. Območje prečka antična Via Francigena in rimska Via Cassia. Na severozahodu meji na pokrajino Crete Senesi, na severovzhodu na doline Chiana (Val di Chiana, tudi Valdichiana).

## Zgodovina
V poznem srednjem veku je imela velik vpliv na tem področju družina Aldobrandeschi, ki je imela leta 1250 tudi guvernerja Rocca d'Orcia. Po tem so nadzor prevzele družine iz Siene, kot prvi Salimbeni, ki so bili močnejši v okolici Castiglione d'Orcia in Radicofani. Po porazu s strani Republike Siena leta 1418 , je oblast nad ozemljem prevzela družina Piccolomini in še posebej njen najbolj znan papež Pij II. Pod njim in njegovim arhitektom Bernardom Rossellinom je v majhnem naselju Corsignano, danes v občini Pienza, zrasla cerkev - stolnica Santa Maria Assunta. Drugi projekt, kot je bil jez na reki Orcia pri Pienzi za dobavo vode, ni uspel zaradi smrti Pija II. Leta 1464 je v konfliktu med Sieno in Firencami, pomembno vlogo odigral Montalcino, saj je vlada v Sieni po obleganju mesta 1555-1559 prebivala v Montalcinu, potem pa se predala po sklenitvi miru v Cateau-Cambrésis. Po tem je Val d'Orcia postala del Velikega vojvodstva Toskane, doživela pod Medičejci infrastrukturne izboljšave na Via Francigena / Via Cassia. Med drugo svetovno vojno je imela Val d'Orcia pomemben strateški položaj kot oporišče gotske linije, v kateri so bili storjeni številni vojni zločini. O tem je pisala Iris Origo v svoji knjigi: Toskanski dnevnik 1943/44: vojna leta v Val d'Orcia .

## Svetovna dediščina
Leta 2004 je bila Val d’Orcia vpisana na seznam svetovne dediščine Unesca po naslednjih merilih:
- Merilo (iv): Val d'Orcia je izjemen odraz krajine, ki je bila ponovno napisana v renesansi in odraža ideale dobrega upravljanja ter ustvarja estetsko podobo.
- Merilo (vi): pokrajina Val d'Orcia je poznana po slikarjih iz Scuola Senese (Sienska slikarska šola), ki je cvetela v času renesanse. Slike Val d'Orcia in zlasti upodobitve krajine, kjer so ljudje upodobljeni kot da živijo v sožitju z naravo, so hodili gledat kot ikone renesanse in so močno vplivale na razvoj razmišljanja o krajini.

## Orcia DOC
V Val d'Orcia je pas zemljišča ob reki Orcia med vinorodnim območjem DOCG Brunello di Montalcino in Vino Nobile di Montepulciano. Tu so vina Sangiovese in Trebbiano proizvedena pod statusom Orcia Denominazione di origine controllata (DOC). DOC rdeče vino je sestavljeno iz najmanj 60 % Sangiovese z drugimi lokalnimi sortami, kot je Abrusco, s katerim je dovoljeno dopolniti preostanek mešanice. Suho belo vino in Vin Santo slog so DOC vina  sestavljena iz vsaj 50 % Trebbiano z drugimi lokalnimi sortami. Vse grozdje, namenjeno za proizvodnjo DOC vin, je omejeno na največ 10 ton / ha pridelka na letino s končanimi vin, ki morajo imeti minimalno stopnjo alkohola najmanj 12 %.

## V popularni kulturi
Knjiga Vojna v Val D'Orcia, avtor  Iris Origo je opis dogodkov iz 2. svetovne vojne iz prve roke.